# Phân bộ Dạng mèo
Phân bộ Dạng mèo (Feliformia hay Feloidea) là một phân bộ trong Bộ Ăn thịt (Carnivora), bao gồm các thú ăn thịt "dạng mèo" như các loài mèo (lớn và nhỏ), linh cẩu, cầy mangut, cầy hương và các đơn vị phân loại có liên quan. Phân bộ đối lập với phân bộ này trong Bộ Ăn thịt là Caniformia (thú ăn thịt "dạng chó"). Một đặc trưng được chia sẻ bởi các thành viên trong phân bộ này để phân biệt với các động vật có vú khác là chúng có 4 răng sắc nhọn dùng để xé và nhai thịt ở phía trước của quai hàm.
Sự chia tách Bộ Ăn thịt (Carnivora) thành 2 phân bộ: Dạng mèo và Dạng chó được chấp nhận rộng rãi, đồng thời với định nghĩa của Feliformia và Caniformia như là các phân bộ (đôi khi như là các siêu họ). Việc phân loại các loài trong Feliformia vẫn đang tiếp tục phát triển.

## Tổng quan
Các phân loại hệ thống hóa khi chỉ làm việc với các đơn vị phân loại còn sinh tồn [1,2] bao gồm tất cả các động vật dạng mèo vào phân bộ Feliformia, mặc dù các biến thể vẫn tồn tại trong định nghĩa và cách gộp nhóm của các họ và chi. Các họ còn sinh tồn như được thể hiện trong biểu đồ đơn vị phân loại ở bên phải và trong bài này phản ánh các quan điểm đương thời và được nhiều ủng hộ nhất vào thời điểm tạo ra bài viết này.
Các phân loại hệ thống học khi làm việc với cả các đơn vị phân loại còn sinh tồn lẫn các đơn vị phân loại đã tuyệt chủng lại thay đổi khá rộng. Một số [4] chia tách các động vật dạng mèo (sinh tồn và tuyệt chủng) thành Aeluroidea (siêu họ) và Feliformia (phân bộ). Những người khác [3] bao gồm tất cả các động vật dạng mèo (sinh tồn, tuyệt chủng và các 'có khả năng là tổ tiên') vào trong phân bộ Feliformia. Các nghiên cứu gần đây gợi ý rằng việc bao gồm như vậy của 'có khả năng là tổ tiên' vào trong Feliformia (hay thậm chí là bộ Carnivora) có thể là không chính xác (Wesley-Hunt và Flynn 2005) [5]. Các họ tuyệt chủng (†) được phản ánh trong biểu đồ đơn vị phân loại ở bên phải là ít có vấn đề nhất khi xem xét theo mối quan hệ của chúng với các động vật dạng mèo còn sinh tồn (với có vấn đề nhiều nhất là Nimravidae).
Tất cả các động vật dạng mèo còn sinh tồn chia sẻ đặc trưng chung – các túi bao thính giác của chúng (các khoang xương bao gồm tai giữa và tai trong). Đây là đặc trưng chẩn đoán quan trọng trong phân loại các loài thành dạng chó hay dạng mèo. Ở động vật dạng mèo thì các túi bao thính giác là 2 khoang, gồm có 2 xương kết nối bằng vách ngăn. Ở động vật dạng chó chỉ có một khoang hay các túi bao thính giác phân chia một phần, gồm có chỉ một xương.
Các đặc trưng cụ thể của các túi bao của động vật dạng mèo còn sinh tồn gợi ý rằng chúng có tổ tiên chung, mặc dù tổ tiên này vẫn chưa được nhận dạng trong các mẫu hóa thạch. Cũng tồn tại các đặc trưng khác để phân biệt động vật dạng mèo với động vật dạng chó và các loài có thể tồn tại trong các đơn vị phân loại trong nhóm thân cây phát sinh loài của chúng. Nhưng do quá trình hình thành loài nên các đặc trưng này không thể áp dụng mà không gây mơ hồ cho tất cả các loài còn sinh tồn.
Các động vật dạng mèo có xu hướng có mõm ngắn hơn của động vật dạng chó, ít răng hơn và các răng nhai thịt chuyên biệt hóa rõ hơn. Chúng cũng có xu hướng là động vật ăn thịt mạnh hơn và nói chung là những kẻ đi săn theo kiểu mai phục. Các động vật dạng chó có xu hướng nghiêng về phía là động vật ăn tạp nhiều hơn và là những kẻ đi săn theo kiểu cơ hội.
Phần lớn động vật dạng mèo có các vuốt có thể rụt vào hay nửa rụt vào và nhiều loài sống trên cây hay nửa sống trên cây. Chúng có xu hướng đi bằng các đầu ngón chân nhiều hơn. Ngược lại, động vật dạng chó chủ yếu sống trên mặt đất (ngoại trừ họ Procyonidae), có các vuốt không rụt vào được và có xu hướng đi bằng gan bàn chân.

## Các họ còn sinh tồn
Hiện nay còn 6 họ sinh tồn, chia ra thành 12 phân họ, 56 chi và 122 loài trong phân bộ Feliformia. Chúng phân bố tự nhiên trong gần như mọi châu lục, ngoại trừ châu Nam Cực và Australia. Phần lớn các loài là những thợ săn kiểu mai phục sống trên cây hay nửa sống trên cây. Các con mồi mục tiêu săn bắt phụ thuộc vào loài cũng như nguồn cung cấp thức ăn (với các loài lớn nhất chủ yếu ăn thịt các loài động vật có vú to lớn còn các loài nhỏ nhất ăn côn trùng hay động vật không xương sống).
Tổng quan về mỗi họ được đưa ra tại đây. Để có chi tiết cụ thể cho từng đơn vị phân loại và miêu tả của các loài trong từng họ, xem các bài viết cụ thể có liên quan và các nguồn tham chiếu ngoài.

### Eupleridae

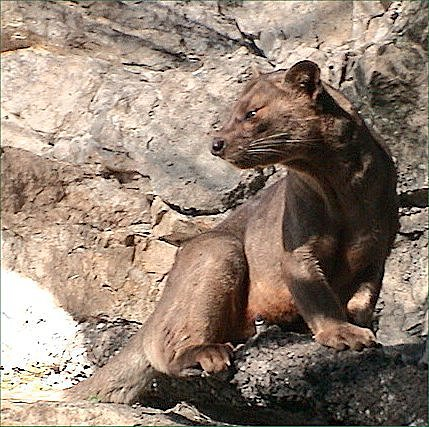
Cầy Fossa (Cryptoprocta ferox)

Họ Eupleridae ('động vật ăn thịt Malagasy') bao gồm cầy Fossa, cầy Falanouc, cầy hương Malagasy và cầy mangut Malagasy, tất cả đều chỉ có tại Madagascar. Tổng cộng có 9 loài trong họ mặc dù các biến thái về hình dáng là đáng kể. Các khác biệt này ban đầu đã dẫn tới việc các loài trong họ chia sẻ tên gọi chung với, và bị đặt vào các họ khác với các loài dường như là tương tự trong đại lục (ví dụ cầy hương hay cầy mangut). Tuy nhiên, phân tích phát sinh loài với DNA cung cấp chứng cứ mạnh cho thấy tất cả động vật ăn thịt Malagasy đã tiến hóa từ cùng một tổ tiên chung là động vật dạng cầy mangut (Yoder và ctv. 2003) [6a,6b]. Phân tích phát sinh loài gần đây ủng hộ quan điểm này và đặt tất cả động vật ăn thịt Malagasy vào trong họ Eupleridae (Gaubert và ctv. 2005) [7].
Các khác biệt về hình dạng làm cho việc đưa ra tổng quan chung một cách súc tích cho các loài trong họ này. Sự dao động lớn về kích thước và hình dáng, với loài nhỏ nhất chỉ nặng 500 g (1 lb) và loài lớn nhất nặng tới 12 kg (26 lb). Một số loài có các vuốt rụt vào được hay bán rụt vào được (cầy Fossa và cầy hương Malagasy) còn các loài khác thì không (cầy mangut Falanouc và cầy mangut Malagasy). Tất cả chúng đều có xu hướng có thân hình mảnh dẻ và mõm nhọn (ngoại trừ cầy Fossa có mõm tù).Thức ăn dao động theo kích thước, hình dáng loài và, tương tự như các đối tác khác tại đại lục, cũng dao động từ động vật có vú nhỏ, côn trùng hay động vật không xương sống như động vật giáp xác hay động vật thân mềm.

### Felidae

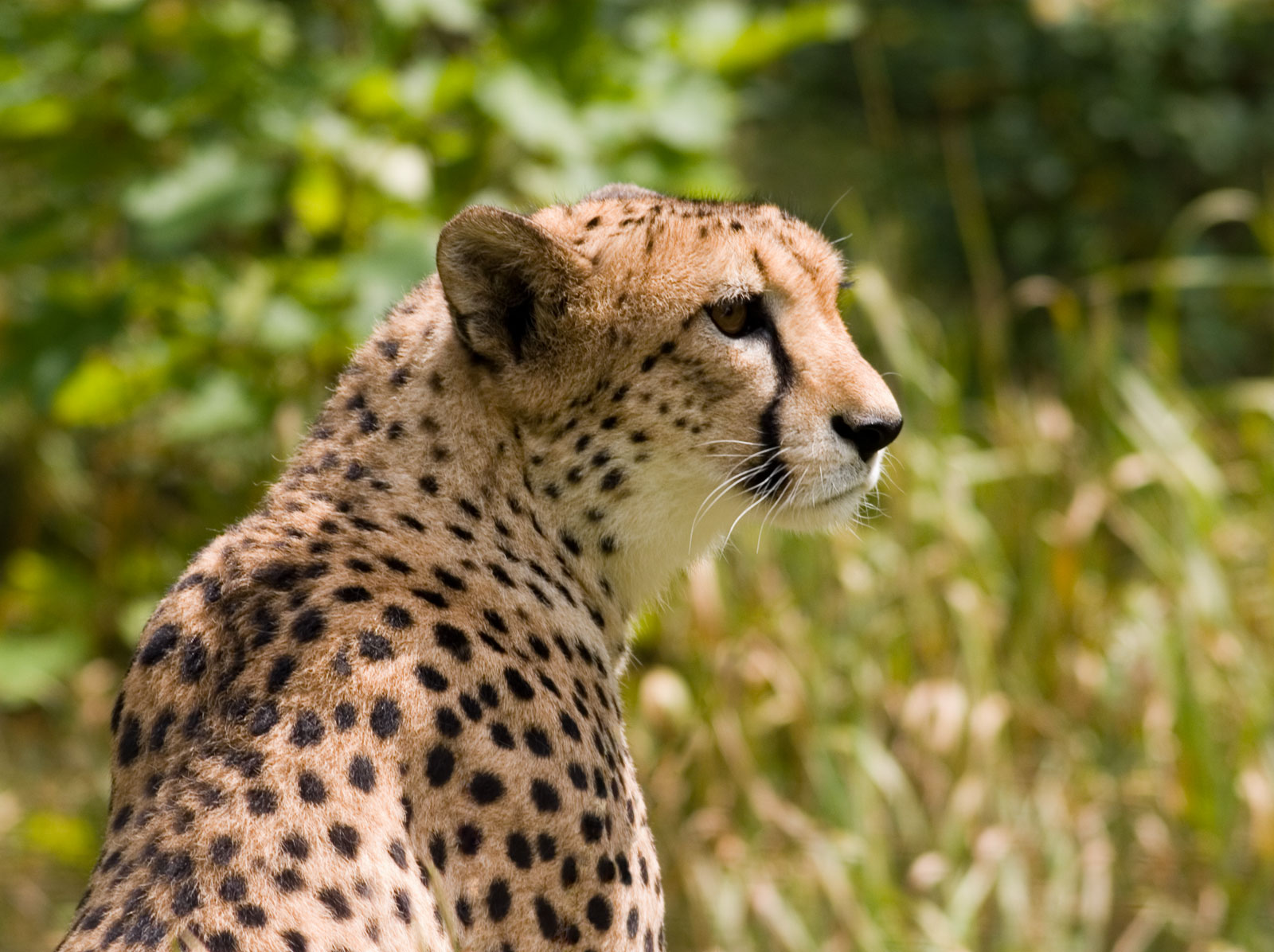
Báo gêpa (Acinonyx jubatus)

Họ Felidae (mèo, báo săn, sư tử, mèo Geoffroy v.v.) là các động vật ăn thịt "dạng mèo" được biết đến nhiều nhất. Có khoảng 41 loài còn sinh tồn, với gần như tất cả đều có vuốt có thể rụt vào. Họ này có mặt trên mọi châu lục ngoại trừ Australia và châu Nam Cực. Các loài dao động về kích thước từ mèo chân đen (Felis nigripes) nhỏ bé với khối lượng chỉ 2 kg (4,5 lb) tới hổ (Panthera tigris) to lớn và nặng 300 kg (660 lb). Thức ăn từ các động vật có vú lớn và nhỏ, chim và côn trùng (phụ thuộc vào kích thước loài.)

### Herpestidae

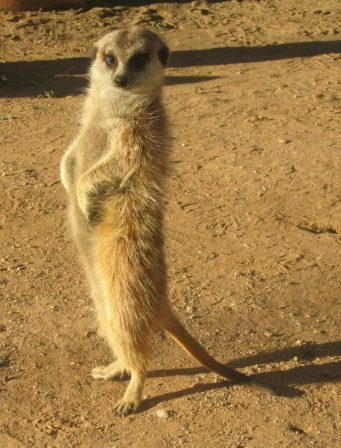
Hồ cầy (Suricata suricatta)

Họ Herpestidae (cầy mangut, cầy mangut lùn, hồ cầy v.v.) có 34 loài. Trước đây, chúng được đặt trong họ Cầy (Viverridae). Tuy nhiên, Wilson và Reeder (1993) đã thiết lập rằng nhóm này là khác biệt về mặt hình thái và gen với nghóm thuộc họ Cầy. Chúng sinh sống tại khu vực châu Phi, Trung Đông và châu Á. Tất cả đều có vuốt không rụt lại được. Chúng là các động vật nhỏ, nặng từ khoảng 1 kg (2,2 lb) tới 5 kg (11 lb), và thông thường có thân hình dài, mảnh dẻ, chân ngắn. Thức ăn phụ thuộc theo kích thước của loài và nguồn cung cấp, từ các động vật có vú nhỏ, chim tới bò sát, côn trùng hay cua. Một số loài ăn tạp, ăn cả hoa quả và củ.

### Hyaenidae

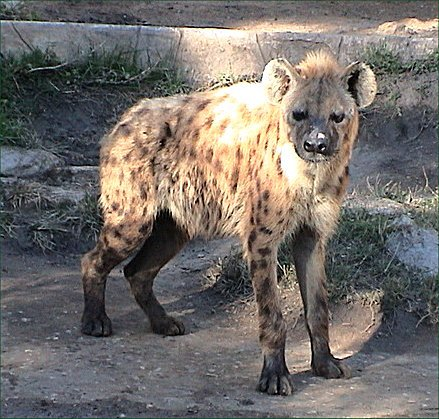
Linh cẩu đốm (Crocuta crocuta)

Họ Hyaenidae (linh cẩu và sói đất) có 4 loài còn sinh tồn và 2 phân loài. Tất cả đều có vuốt không rụt vào được. Chúng sinh sống trong khu vực Trung Đông, Ấn Độ và châu Phi. Linh cẩu là các động vật lớn và có sức mạnh, nặng tới 80 kg (176 lb) và là một trong những động vật ăn thịt lớn cùng mắn đẻ trên Trái Đất. Sói đất nhỏ hơn, chỉ nặng 27 kg (60 lb) và là động vật ăn thức ăn chuyên biệt hóa, chúng chủ yếu ăn mối.

### Nandiniidae
Họ Nandiniidae (cầy cọ châu Phi) chỉ có 2 loài (Nandinia binotata), sinh tồn trong khu vực châu Phi hạ Sahara. Nó có vuốt có thể rụt lại và thân hình mảnh dẻ, sống trên cây, ăn tạp, với các loại quả chiếm tỷ trọng lớn trong khẩu phần ăn của nó. Các con đực nói chung to và nặng hơn, có thể nặng tới 5 kg (11 lb).

### Viverridae

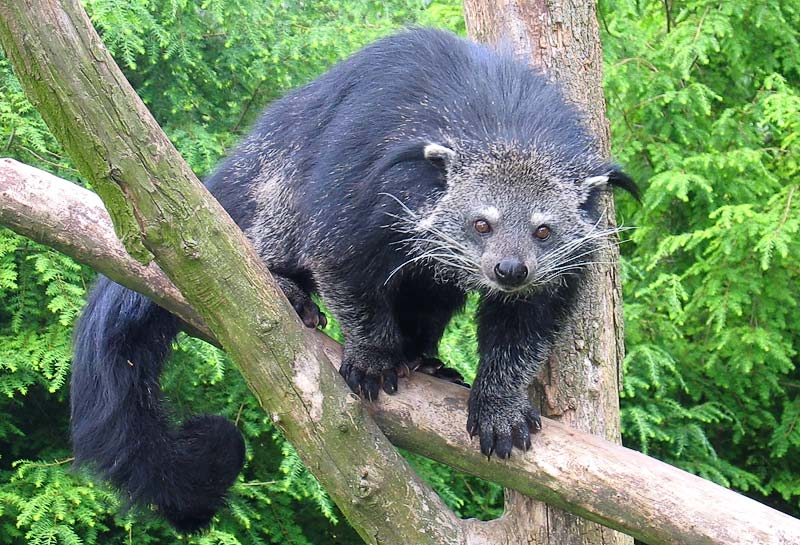
Cầy mực (Arctictis binturong)

Họ Viverridae (cầy mực, cầy hương, cầy genet, cầy gấm và cầy linsang) có 33 loài còn sinh tồn, tất cả đều có vuốt có thể rụt lại. Chúng sinh sống trong khu vực Nam Âu, châu Phi và châu Á. Kích thước dao động từ nhỏ, chỉ nặng 500g (1 lb) tới trung bình và nặng tới 14 kg (39 lb). Các loài cầy của họ này có thân hình dài, chân ngắn và thường có đuôi dài. Thức ăn từ động vật có vú nhỏ và côn trùng tới động vật giáp xác và động vật thân mềm.

## Tiến hóa

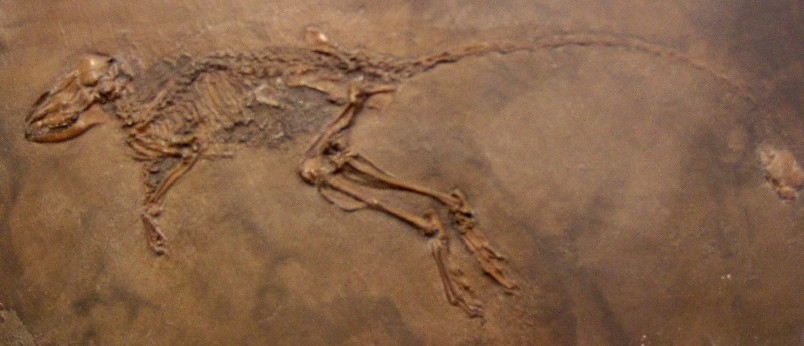
Hóa thạch của loài trong họ Miacidae

Vào giữa thế Paleocen (60 triệu năm trước- 60 Ma), các loài trong họ Miacidae đã xuất hiện. Các loài động vật này là một đơn vị phân loại đa ngành và là cơ sở đối với bộ Carnivora. Chúng có các răng nhai thịt tương tự như ở Carnivora nhưng thiếu các túi bao thính giác xương hóa. Đây là các động vật ăn thịt nhỏ, sống trên cây và dựa trên kích thước của chúng (tương tự như cầy mangut), thức ăn của chúng có lẽ là côn trùng, động vật có vú nhỏ và chim.
Nhóm động vật này được chia thành 2 nhóm: nhóm miacine, với phần bù đầy đủ các răng hàm, và nhóm viverravine với số lượng răng hàm giảm xuống và các răng nhai thịt chuyên biệt hóa hơn. Các khác biệt về bộ răng này tương tự như khác biệt giữa động vật dạng chó (nhiều răng) và động vật dạng mèo (ít răng) nhưng điều này có thể không có nghĩa là các dòng dõi tiến hóa. Người ta đã từng cho rằng họ Viverravidae là cơ sở đối với động vật dạng mèo. Tuy nhiên, các nghiên cứu gần đây chỉ ra rằng điều này là không đúng (Wesley-Hunt và John J. Flynn 2005) [5].
Vào giữa thế Eocen (khoảng 40 Ma) nhóm Miacidae bắt đầu chia thành 2 nhóm khác biệt của bộ Carnivora là Feliforms (động vật dạng mèo) và Caniforms (động vật dạng chó). Các tổ tiên thuộc Miacidae để tạo ra Feliforms vẫn duy trì cuộc sống cư ngụ trong rừng, trên cây hay nửa trên cây và săn bắt theo kiểu mai phục, trong khi các tổ tiên của Caniform là linh động hơn, săn bắt theo kiểu cơ hội. Trong khi một điều rõ ràng là những động vật dạng mèo đầu tiên xuất hiện vào thời gian này, nhưng không có tổ tiên chung rõ ràng của các họ dạng mèo trong các mẫu hóa thạch. Là những kẻ cư ngụ trong rừng, các động vật dạng mèo đầu tiên có lẽ đã bị phân hủy nhanh do thiếu các vật chất trầm tích, điều đó tạo ra các lỗ hổng lớn trong dòng lịch sử của các mẫu hóa thạch. 

### Cây phát sinh loài
Biểu đồ dưới đây thể hiện quan điểm hiện tại về tiến hóa của động vật dạng mèo và mối quan hệ giữa các họ.
|  | Stenoplesictidae† |
|  |                   |
|  | Percrocutidae†    |
|  |                   |

|  | Prionodontidae                                               |
|  |                                                              |
|  | \| \| Barbourofelidae† \| \| \| \| \| \| Felidae \| \| \| \| |
|  |                                                              |
|  | Barbourofelidae†                                             |
|  |                                                              |
|  | Felidae                                                      |
|  |                                                              |

|  | Barbourofelidae† |
|  |                  |
|  | Felidae          |
|  |                  |

|  | Hyaenidae                                                  |
|  |                                                            |
|  | \| \| Herpestidae \| \| \| \| \| \| Eupleridae \| \| \| \| |
|  |                                                            |
|  | Herpestidae                                                |
|  |                                                            |
|  | Eupleridae                                                 |
|  |                                                            |

|  | Herpestidae |
|  |             |
|  | Eupleridae  |
|  |             |

|  | Hyaenidae                                                  |
|  |                                                            |
|  | \| \| Herpestidae \| \| \| \| \| \| Eupleridae \| \| \| \| |
|  |                                                            |
|  | Herpestidae                                                |
|  |                                                            |
|  | Eupleridae                                                 |
|  |                                                            |

|  | Herpestidae |
|  |             |
|  | Eupleridae  |
|  |             |

|  | Prionodontidae                                               |
|  |                                                              |
|  | \| \| Barbourofelidae† \| \| \| \| \| \| Felidae \| \| \| \| |
|  |                                                              |
|  | Barbourofelidae†                                             |
|  |                                                              |
|  | Felidae                                                      |
|  |                                                              |

|  | Barbourofelidae† |
|  |                  |
|  | Felidae          |
|  |                  |

|  | Hyaenidae                                                  |
|  |                                                            |
|  | \| \| Herpestidae \| \| \| \| \| \| Eupleridae \| \| \| \| |
|  |                                                            |
|  | Herpestidae                                                |
|  |                                                            |
|  | Eupleridae                                                 |
|  |                                                            |

|  | Herpestidae |
|  |             |
|  | Eupleridae  |
|  |             |

|  | Hyaenidae                                                  |
|  |                                                            |
|  | \| \| Herpestidae \| \| \| \| \| \| Eupleridae \| \| \| \| |
|  |                                                            |
|  | Herpestidae                                                |
|  |                                                            |
|  | Eupleridae                                                 |
|  |                                                            |

|  | Herpestidae |
|  |             |
|  | Eupleridae  |
|  |             |

|  | Stenoplesictidae† |
|  |                   |
|  | Percrocutidae†    |
|  |                   |

|  | Prionodontidae                                               |
|  |                                                              |
|  | \| \| Barbourofelidae† \| \| \| \| \| \| Felidae \| \| \| \| |
|  |                                                              |
|  | Barbourofelidae†                                             |
|  |                                                              |
|  | Felidae                                                      |
|  |                                                              |

|  | Barbourofelidae† |
|  |                  |
|  | Felidae          |
|  |                  |

|  | Hyaenidae                                                  |
|  |                                                            |
|  | \| \| Herpestidae \| \| \| \| \| \| Eupleridae \| \| \| \| |
|  |                                                            |
|  | Herpestidae                                                |
|  |                                                            |
|  | Eupleridae                                                 |
|  |                                                            |

|  | Herpestidae |
|  |             |
|  | Eupleridae  |
|  |             |

|  | Hyaenidae                                                  |
|  |                                                            |
|  | \| \| Herpestidae \| \| \| \| \| \| Eupleridae \| \| \| \| |
|  |                                                            |
|  | Herpestidae                                                |
|  |                                                            |
|  | Eupleridae                                                 |
|  |                                                            |

|  | Herpestidae |
|  |             |
|  | Eupleridae  |
|  |             |

|  | Prionodontidae                                               |
|  |                                                              |
|  | \| \| Barbourofelidae† \| \| \| \| \| \| Felidae \| \| \| \| |
|  |                                                              |
|  | Barbourofelidae†                                             |
|  |                                                              |
|  | Felidae                                                      |
|  |                                                              |

|  | Barbourofelidae† |
|  |                  |
|  | Felidae          |
|  |                  |

|  | Hyaenidae                                                  |
|  |                                                            |
|  | \| \| Herpestidae \| \| \| \| \| \| Eupleridae \| \| \| \| |
|  |                                                            |
|  | Herpestidae                                                |
|  |                                                            |
|  | Eupleridae                                                 |
|  |                                                            |

|  | Herpestidae |
|  |             |
|  | Eupleridae  |
|  |             |

|  | Hyaenidae                                                  |
|  |                                                            |
|  | \| \| Herpestidae \| \| \| \| \| \| Eupleridae \| \| \| \| |
|  |                                                            |
|  | Herpestidae                                                |
|  |                                                            |
|  | Eupleridae                                                 |
|  |                                                            |

|  | Herpestidae |
|  |             |
|  | Eupleridae  |
|  |             |